# Биробиджанская епархия
Биробиджа́нская епа́рхия — епархия Русской православной церкви, объединяющая приходы и монастыри в пределах Еврейской автономной области.
Центр епархии, кафедральный собор и резиденция правящего архиерея находятся в Биробиджане.
На февраль 2019 года в епархии был 51 приход, 16 храмов, 9 часовен, 2 монастырских храма.

## История
Во второй половине XIX века, после присоединения Приамурья к Российской империи, территория современной Биробиджанской епархии в церковном отношении входила в состав Камчатской, с 1899 года — Благовещенской епархии, а с 1925 года — Хабаровской епархии («патриаршей»)
Есть сведения о существовании на начало 1920-х годов 24-х православных храмов и походных церквей и 22-х часовен на современной территории ЕАО. Впоследствии все храмы и часовни (каменных церквей построено не было) были уничтожены. Возрождение церковной жизни в ЕАО началось в Биробиджане. Первый приход в ЕАО был зарегистрирован в марте 1992 году в бывшем старом деревянном здании бывшего народного суда.
Определением Священного синода Русской православной церкви от 7 октября 2002 года учреждалась самостоятельная епархия в пределах ЕАО; территория епархии была выделена из Хабаровской и Приамурской епархии. Временным (до 2005 года) кафедральным храмом епархии стал деревянный Никольский в Биробиджане, освящённый в декабре 1999 года.
5 мая 2015 года решением Священного синода правящим архиереем с титулом епископа Биробиджанского и Кульдурского назначен Ефрем (Просянок). 12 марта 2024 года он отстранён от управления епархией, вместо него на Биробиджанскую епархию переведён епископ Бронницкий Лука (Волчков).

## Архиереи
- 7 октября 2002 — 5 мая 2015 — Иосиф (Балабанов)
- 5 мая 2015 — 12 марта 2024 ― Ефрем (Просянок)
- с 12 марта 2024 ― Лука (Волчков)

## Благочиния

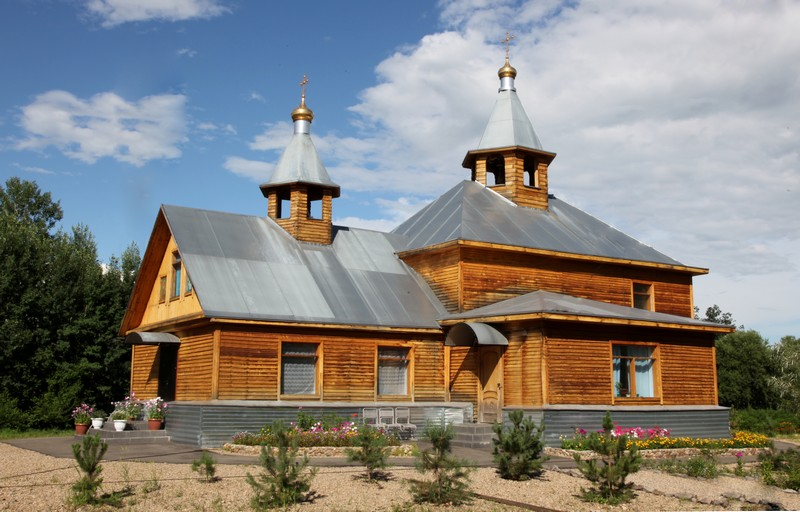
Женский монастырь во имя Святителя Иннокентия (с. Раздольное)

- Екатерино-Никольское благочиние (Октябрьский район)
- Михайло-Семёновское благочиние (Ленинский район)
- Покровское благочиние (Смидовичский район)
- Преображенское благочиние (Облученский район)
- Центральное благочиние (город Биробиджан и Биробиджанский район)

## Монастыри
- Женский монастырь во имя святителя Иннокентия Московского в селе Раздольное (учреждён патриаршим и синодальным постановлением от 21 августа 2007 года).